# Paolo Lanfranchi da Pistoia
Paolo Lanfranchi da Pistoia (fl....1282-1295...) fou mercader i poeta i trobador italià, del qual ens han pervingut poesies tant en italià com en occità. Seu és un dels tres únics sonets que es conserven en occità trobadoresc. I és autor d'altres set sonets en italià

## Vida
No es tenen gaires dades de la vida d'aquest personatge que se suposa d'una família de mercaders. Se'l documenta a Bolonya (el 1282, un altre cop el 1295) i a Pistoia (el 1291, on se'l condemna per haver ferit un home amb una espasa).
El sonet en elogi de Pere el Gran, d'escàs valor literari, es considera que fou escrit el 1285, potser a l'octubre abans de la mort del rei però després de la retirada dels francesos. Tot i que se n'ha fet la hipòtesi, no s'ha pogut demostrar que Paolo Lanfranchi hagués escrit aquest sonet estant a Barcelona o que hi hagués estat mai.

## Obra

### En occità
- (317,1)[3] Valenz Senher, rei dels Aragones  (sonet en elogi de Pere el Gran)

### En italià
- L'altr'er, dormendo, a mi se venne Amore
- Dime, Amore, vorestù tornare
- L'altr'er, pensando, mi emaçinay
- Un nobel e çentil ymaçinare
- Ogni meo fatto per contrario façço
- De la rota son posti exempli asay
- Quatro homi sum dipincti ne la rota

### Repertoris
- Alfred Pillet / Henry Carstens, Bibliographie der Troubadours von Dr. Alfred Pillet […] ergänzt, weitergeführt und herausgegeben von Dr. Henry Carstens. Halle : Niemeyer, 1933 [Paolo Lanfranchi és el número PC 317]